# Hilde Dosogne
Hilde Dosogne (Waregem, 8 oktober 1969), in de media bekend als Marathon Woman, is een Belgische ultraloopster. Ze heeft op 30 mei 2024 het vrouwenwereldrecord verbroken in het dagelijks lopen van een marathon.

## Biografie
Dosogne groeide op in Zulte, aan de rand met Waregem, en was aangesloten bij Chiro Klim-op in Waregem Centrum. In 2013 liep ze haar eerste marathon, de In Flanders Fields-marathon, in een tijd van 4 uur en 23 minuten. 
Ze liep in 2022 en 2023 de Spartathlon uit, een Griekse loopwedstrijd van 246 kilometer die begint in Athene en eindigt in Sparta. In 2023 werd Dosogne ook Belgisch kampioen op de 100 kilometer.
In 2024 besloot ze om het hele jaar elke dag een marathon te lopen ten voordele van de vzw BIG against breast cancer. Hiermee brak ze na 151 dagen het wereldrecord zo veel mogelijk dagen na elkaar een marathon lopen voor vrouwen en dit terwijl ze een parttime baan heeft. Haar doel was om 36.000 euro in te zamelen voor de vzw BIG againt breast cancer, wat overeenkomt met 100 euro per dag dat ze in 2024 een marathon heeft gelopen. Midden december werd dit streefdoel behaald.. Daar 2024 een schrikkeljaar was en Dosogne tot de laatste dag van het jaar bleef lopen brak ze met 366 opeenvolgende marathons ook Stefaan Engels' wereldrecord.
Ze wordt gecoacht door Benny Fischer.
Dosogne is getrouwd en heeft vier kinderen.